# Averrhoa carambola
Averrhoa carambola é uma espécie de árvore da família Oxalidaceae nativa do Sudeste Asiático tropical; tem vários nomes comuns, incluindo carambola e fruta-estrela.

## Taxonomia

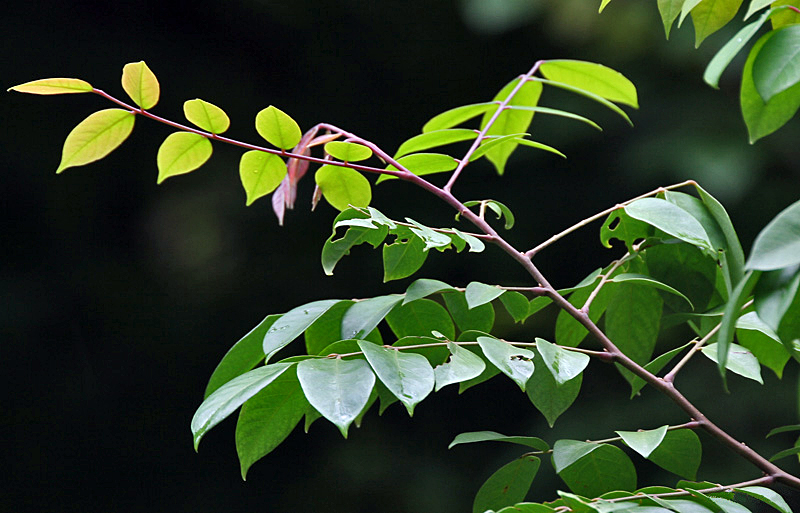
Folhas – ambos os lados na Índia

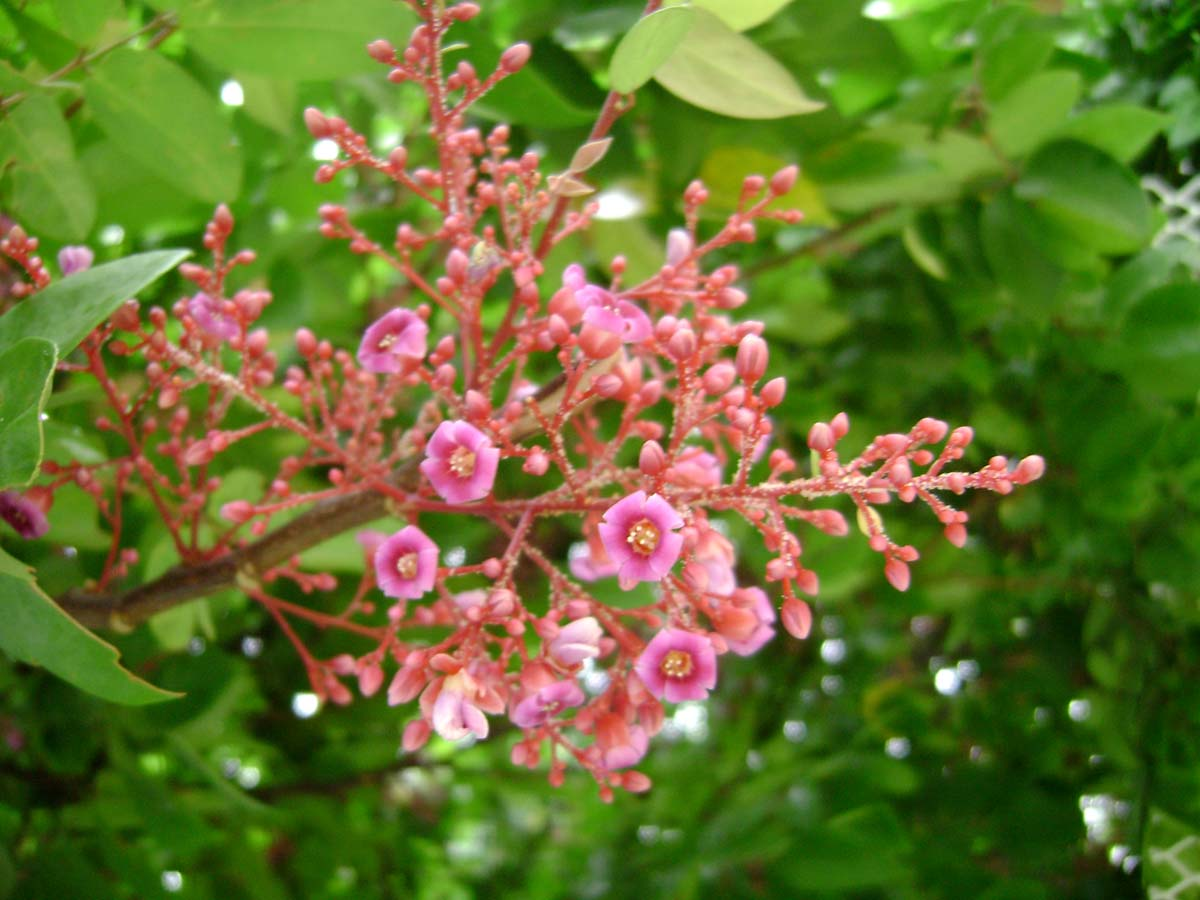
Flores

As espécies do gênero Averrhoa, juntamente com as espécies do gênero Sarcotheca, são as únicas plantas lenhosas semelhantes a árvores pertencentes à família de Oxalis Oxalidaceae. A família tem cerca de novecentas espécies; a maioria são herbáceas perenes ou anuais nativas de locais tropicais e semitropicais, embora algumas também cresçam em outras partes do mundo. Averrhoa às vezes foi colocada na família Averrhoaceae. Averrhoa carambola é uma das duas espécies do gênero Averrhoa, ambas têm frutos comestíveis; a outra espécie A. bilimbi, às vezes chamada de bilimbi ou pepino, é limitada às regiões tropicais. Os frutos de A. bilimbi são muito azedas para serem comidas cruas, enquanto as formas doces de A. carambola são comidas cruas. Os frutos de A. bilimbi e as formas ácidas — que têm alto teor de ácido oxálico — de A. carambola são postos em conserva e transformados em geleia, compota e suco.
O gênero recebeu o nome de Abu Alualide Maomé ibne Amade ibne Maomé ibne Ruxide (mais conhecido apenas como Ibne Ruxide), que era chamado de Averróis na literatura européia — um famoso médico árabe, astrônomo e filósofo do século XII.
Sinônimos passados incluem:
- Averrhoa pentandra Blanco, Fl. Filip., 392. 1837.
- Averrhoa acutangula Stokes, Bot. Mat. Med. vol. 2, 543. 1812.
- Connaropsis philippica Villar in Blanco, Fl. Filip. ed. vol. 3, app. 33. 1880.

A árvore e os frutos têm muitos nomes diferentes, sendo carambola o nome vernáculo espanhol da árvore. Em inglês, é chamada de star fruit ou five-corner; na Malásia e nas Filipinas tem vários nomes. Na Indonésia é chamado de belimbing, em tagalo é chamado de balimbing. O bilimbi relacionado é chamado de kamias em tagalo. Em francês, a árvore é chamada de carambolier e a fruta carambole.

## Descrição

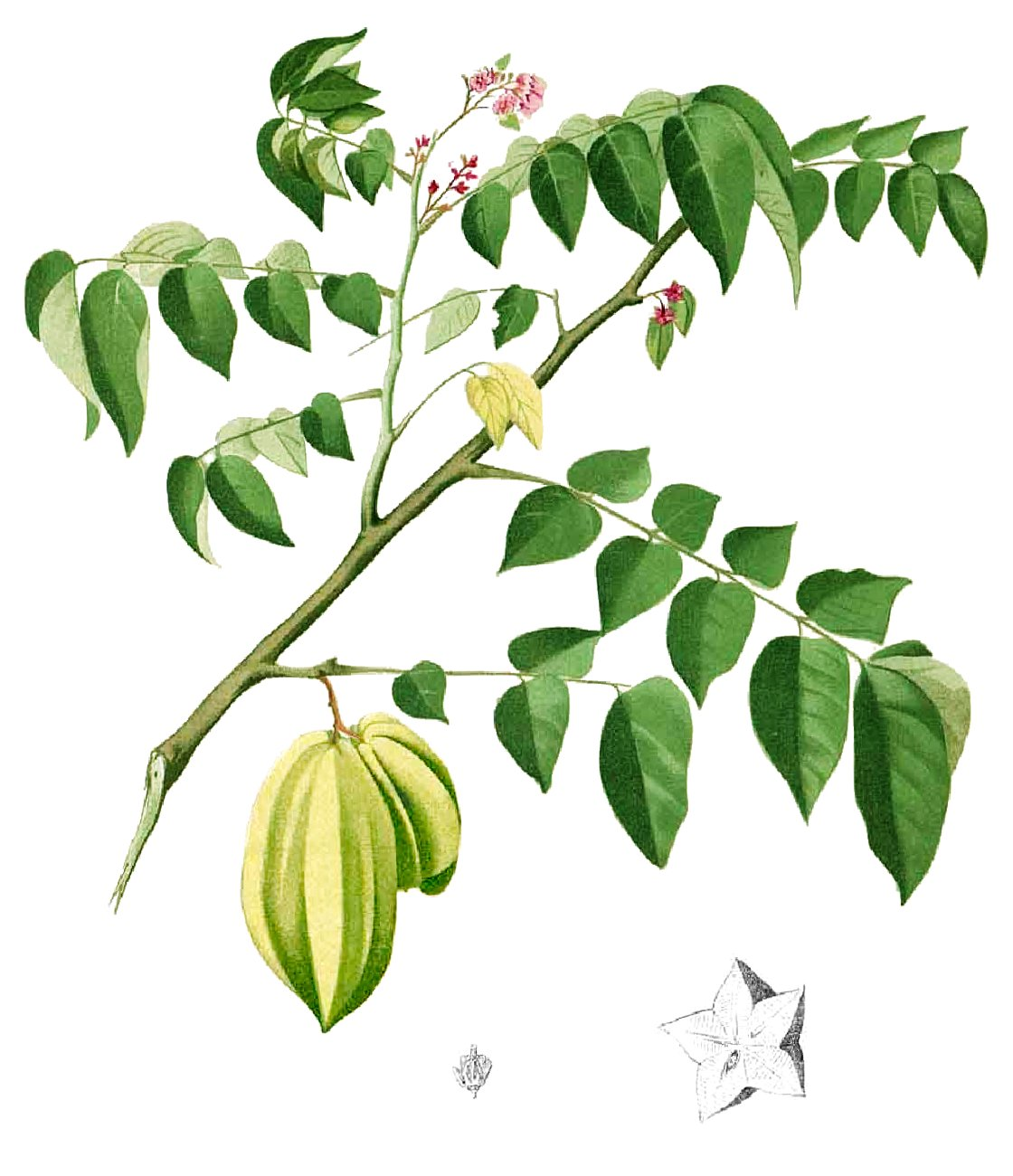
Uma ilustração da fruta, folhas e flores de Averrhoa carambola

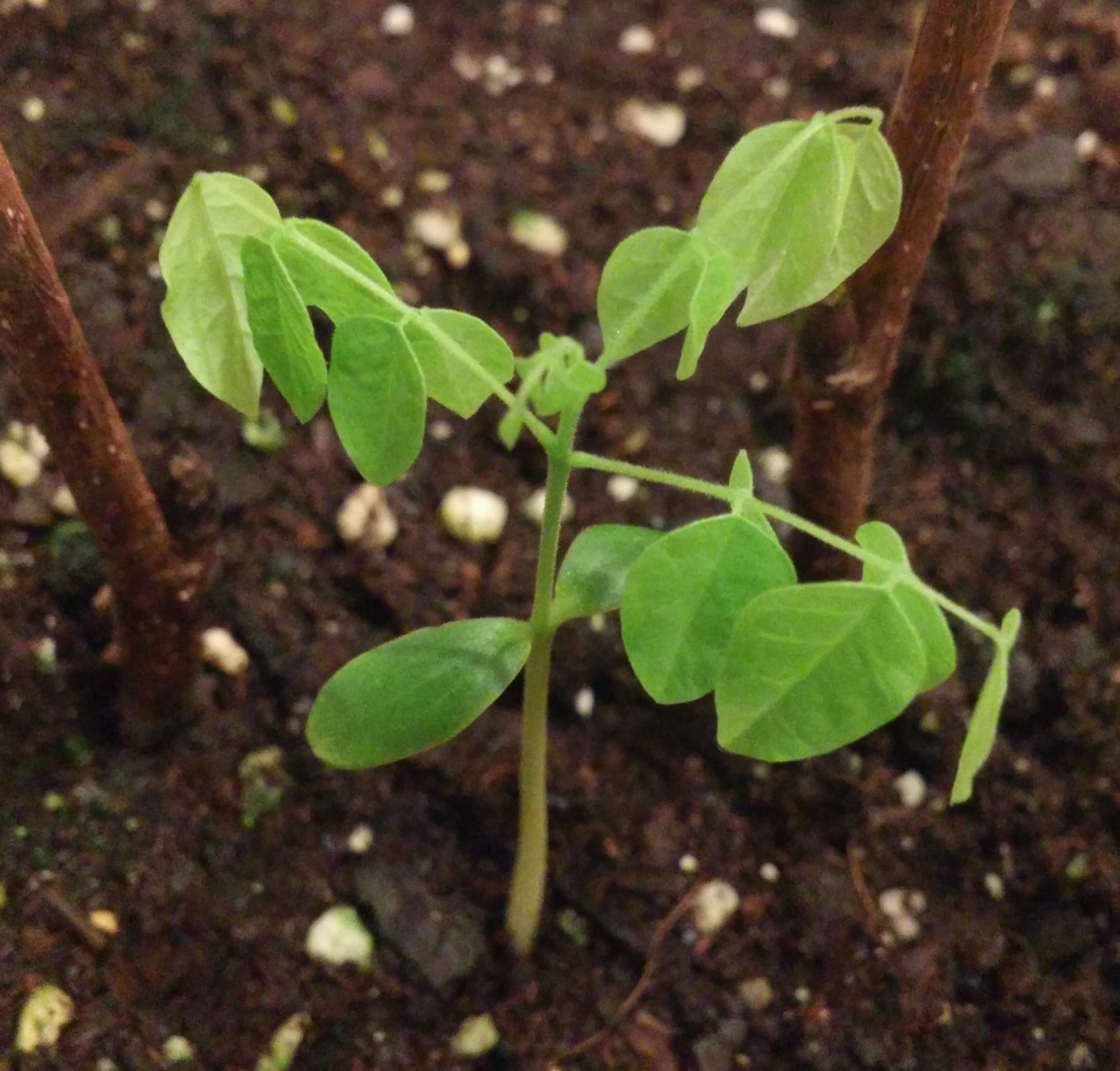
Muda

Averrhoa carambola é uma pequena árvore perene de crescimento lento com um tronco curto ou um arbusto. Os galhos vão caindo e a madeira é branca e fica avermelhada. Tem uma forma arbustiva com muitos ramos produzindo uma copa larga e arredondada. As folhas compostas são macias, verde-médio, dispostas em espiral em torno dos ramos de forma alternada. As folhas pinadas têm um único folíolo terminal e cinco a onze folíolos quase opostos, cada folha tem 15–20 centímetros de comprimento e os folíolos de 3,8–9 centímetros de comprimento são de forma oval ou oval-oblonga. As faces superiores das folhas são lisas e as inferiores são finamente peludas e esbranquiçadas. Os folhetos são reativos à luz e tendem a se dobrar à noite, também são sensíveis a choques bruscos e quando agitados tendem a fechar também. As flores lilases ou raiadas de roxo, felpudas, são produzidas nas axilas das folhas na ponta dos galhos. As flores são dispostas em pequenos cachos nas pontas dos galhos ou às vezes nos caules maiores e no tronco, cada cacho é preso à árvore com hastes vermelhas. As flores campaniformes, perfeitas, são produzidas em panículas soltas, muito ramificadas com flores pediceladas; cada flor tem cerca de seis milímetros de largura, com cinco pétalas com pontas recurvadas. Os frutos são vistosos e de forma oblonga: têm cinco a seis ângulos longitudinais e 6,35 a 15 centímetros de comprimento e até 9 centímetros de largura. Os frutos têm uma casca fina e cerosa de cor amarelo-alaranjada. Os frutos suculentos são amarelos por dentro quando maduros e têm uma textura crocante e quando cortados em seção transversal são em forma de estrela. Os frutos possuem odor de ácido oxálico, que varia entre as plantas de forte a suave, o sabor também varia de muito azedo a levemente adocicado. Cada fruto pode ter até doze sementes de 6 a 12,5 milímetros de comprimento, planas, finas e marrons. Algumas formas cultivadas produzem frutos sem sementes.

### Movimento rápido da planta
O movimento rápido da planta é visto em muitas plantas e existem diferentes mecanismos com base na velocidade do movimento e na situação em que a planta se encontra. Algumas plantas podem fazer movimentos em dois segundos, enquanto outras podem levar vinte segundos para completar um movimento. Além disso, para algumas plantas, o movimento pode envolver a ativação de potenciais de ação, ou pode envolver mudanças na pressão da água e flutuação de íons entrando e saindo das células. No caso da planta Averrhoa carambola leva cerca de vinte segundos para que as folhas se movam de sua posição horizontal para vertical. Este mecanismo envolve o fluxo de íons e água. Quando as folhas recebem um estímulo externo (mãos herbívoras), isso se traduz em um estímulo elétrico que leva ao fluxo de íons (especificamente o potássio e o cloreto) para fora do pulvino. Dentro do pulvino, existem células flexoras e extensoras, e é aí que ocorre a alteração da concentração de potássio e cloreto. Quando a célula está em seu estado túrgido, as folhas são horizontais e as células estão cheias de água. Então, quando o cloreto e o potássio saem das células, a água flui para fora, o que resulta nas folhas voltadas verticalmente. No entanto, quando as folhas ou a árvore são sacudidas, isso ativará as proteínas contráteis que estão no pulvino e farão com que as folhas caiam.
Existem alguns benefícios da queda das folhas: uma é que foi levantada a hipótese de que, quando as folhas caem, a planta parece desnutrida e desagradável, de modo que os herbívoros são compelidos a comer uma planta diferente. Além disso, o movimento ajuda a planta a reduzir a perda de água além de evitar danos.
O mecanismo e o raciocínio de como esse movimento reduz a perda de água para as plantas não são totalmente conhecidos. No entanto, um mecanismo conhecido é o fechamento dos poros estomáticos que são as bocas da planta em que ocorrem as trocas gasosas. Leva em dióxido de carbono, que é importante para a fotossíntese. Esse movimento dos poros estomáticos é feito pelas células-guarda que circundam os poros. Quando não há água suficiente no ar, as células-guarda liberam íons K+ nas células vizinhas, e isso faz com que a água se mova para fora das células-guarda. Depois que a água é removida, as células-guarda diminuem de tamanho, assim como os poros dos estômatos, e isso evita que a água escape pelos poros. Esta informação foi obtida através da pesquisa de Yahyai sobre a resposta da carambola a diferentes níveis de esgotamento da água no solo. As árvores foram cultivadas em uma estufa e havia quatro níveis de esgotamento da água no solo. A resposta estomática, os níveis de CO2 e a transpiração foram registrados e depois analisados.

Por fim, o movimento de queda nas caramboleiras ajuda a reduzir os danos às folhas, protegendo-as do aumento da temperatura foliar, além de perder a eficiência fotoquímica (conversão de energia luminosa para ser usada na fotossíntese) do sol. O excesso de radiação atuará como um estímulo para essas folhas e elas responderão com movimentos rápidos. A folha movendo-se para uma posição paralela à fonte de luz é importante porque as folhas não estarão diretamente voltadas para o sol. Esta informação foi obtida através do registro da exposição solar à área foliar, diâmetro da copa e crescimento das raízes. As árvores tiveram diferentes níveis de exposição ao sol, e como a árvore respondeu foi medida e analisada. 

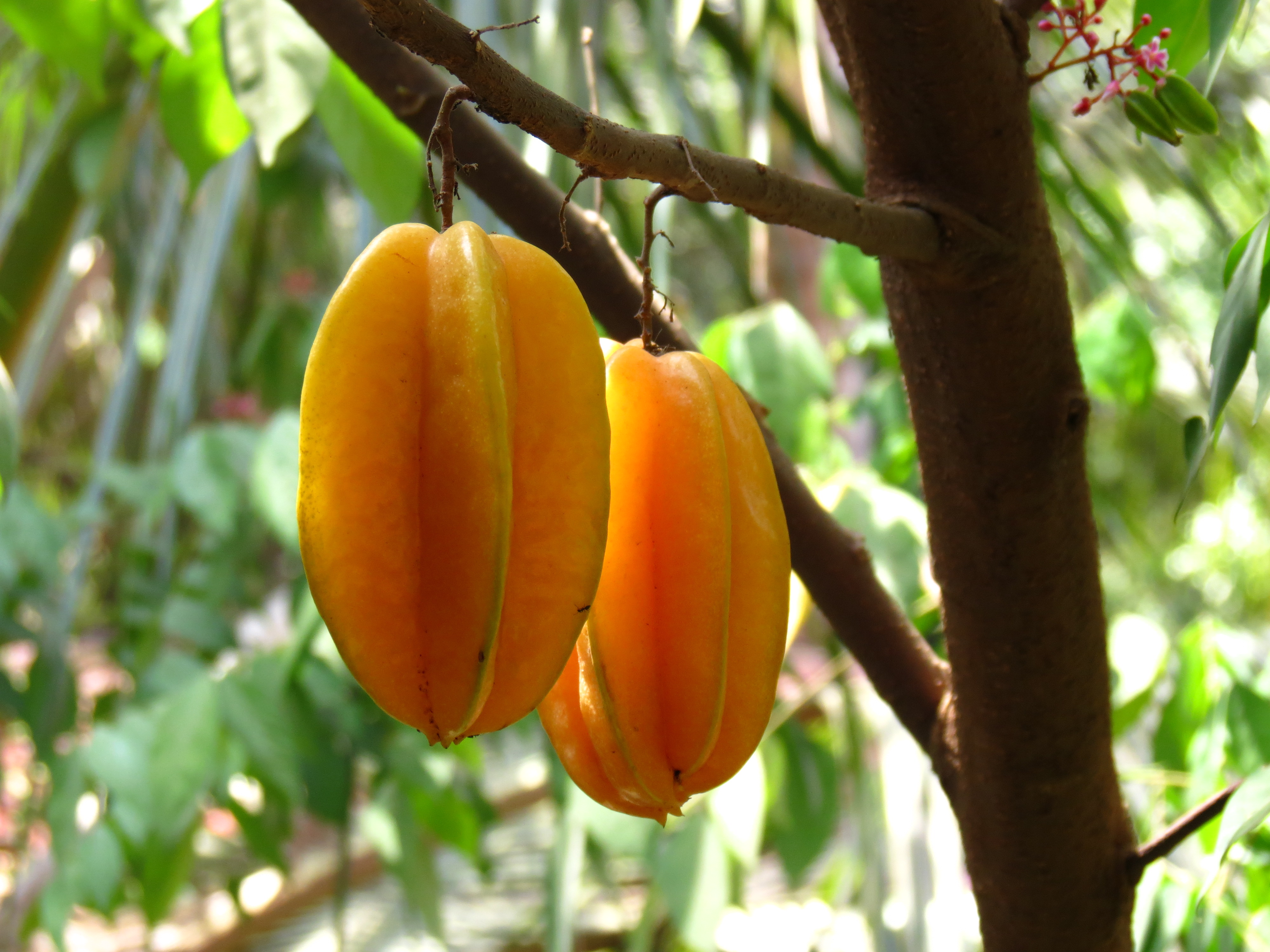
Fruta

## Distribuição

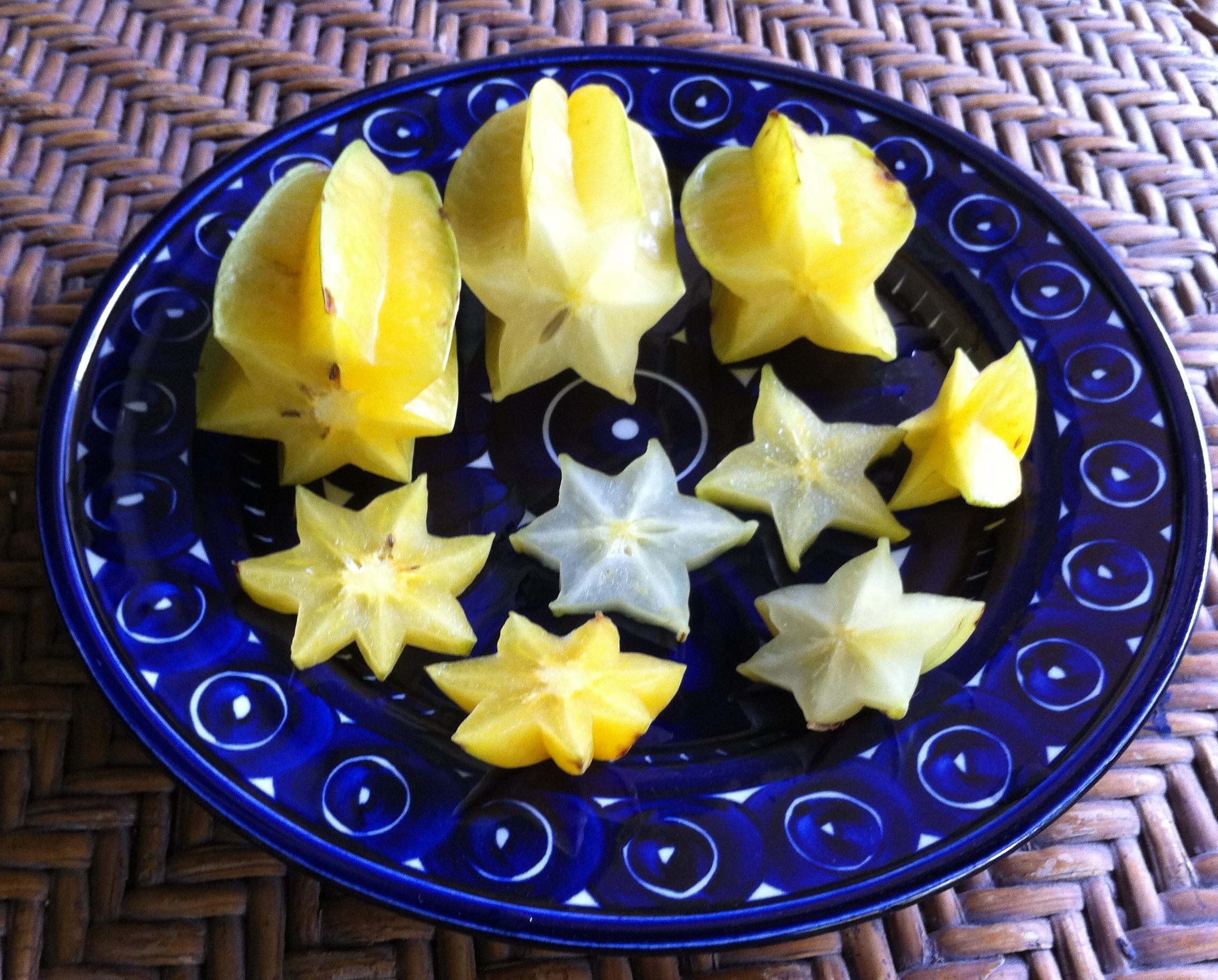
Carambolas fatiadas com sete, seis e os habituais cinco pontos

O centro de diversidade e distribuição original da Averrhoa carambola é o Sudeste Asiático tropical, onde é cultivada desde os tempos antigos. Pode ter sido introduzido no subcontinente indiano e no Sri Lanka por comerciantes austronésios, junto com antigos cultigens austronésios como langsat e santol.
Foi introduzida no Brasil em 1817, sendo plantada em praticamente todo o território brasileiro. É muito popular na Região Nordeste do Brasil.